# Richard Krajčo

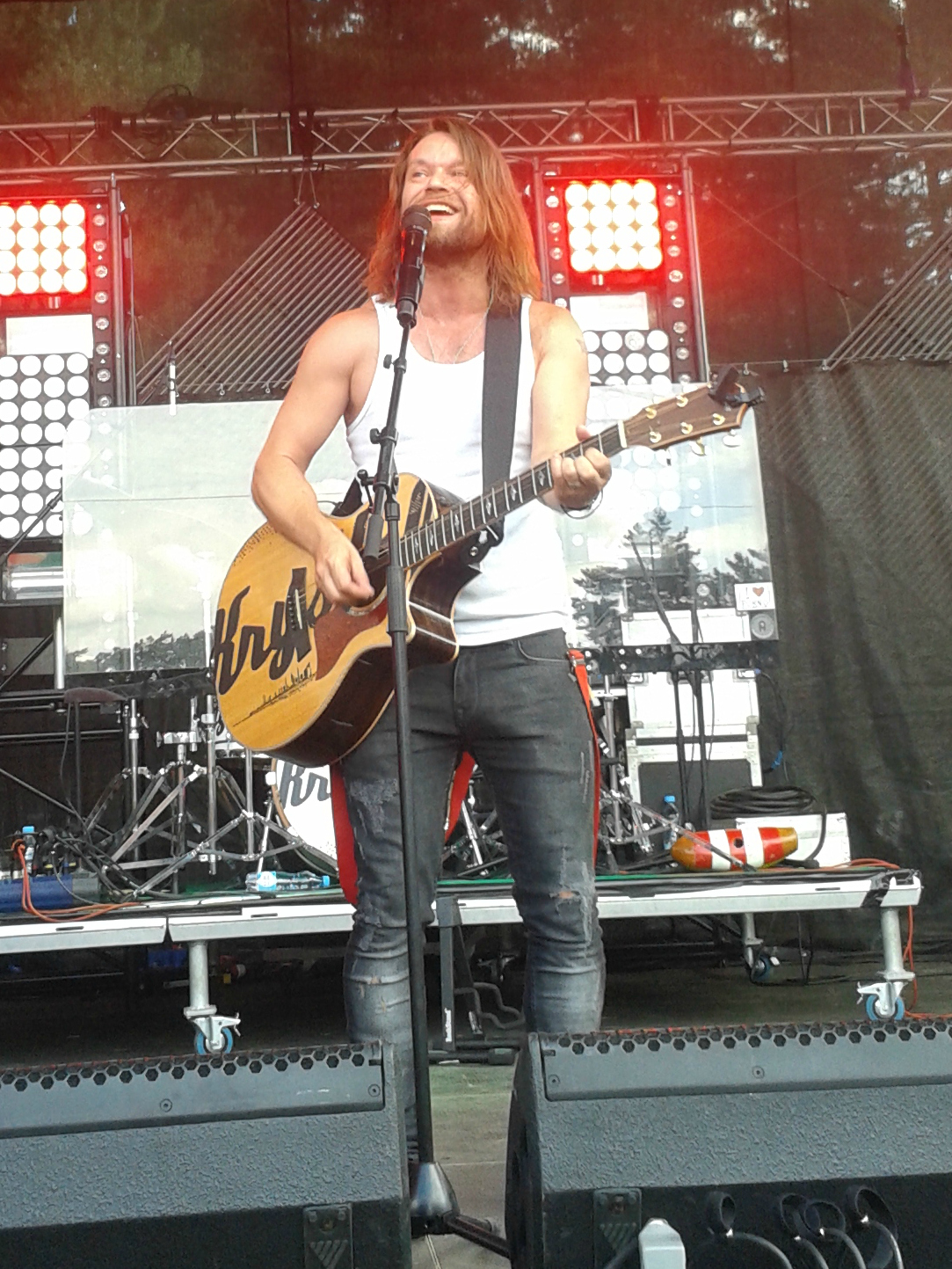
Richard Krajčo, 2013

Richard Krajčo (* 1. Juni 1977 in Ostrava) ist ein tschechischer Theater- und Filmschauspieler, Sänger, Songschreiber und Frontmann der Popband Kryštof.

## Leben
Ursprünglich machte Krajčo eine Ausbildung zum Elektriker. Danach studierte er an der Technischen Universität Ostrava in Ostrava. Er brach das Studium aber vorzeitig ab und begann eine Karriere als DJ. 1993 gründete er in Havířov die Band Kryštof. 1996 wurde er am Janáček-Konservatorium für Musik und Theater in Ostrava aufgenommen.
Von 1998 bis 2009 moderierte er mit Aleš Juchelka im Fernsehsender Česká televize die Sendung Medúza. 1999 erhielt er sein erstes Engagement am Petr-Bezruč-Theater in Ostrava. 2000 gewann er den Alfréd-Radok-Preis als Talent des Jahres. Seit 2003 ist er Mitglied des Nationaltheaters (Národní divadlo) in Prag. Krajčo protestierte 2013 gegen die Entlassung des Regisseurs Jan Burian durch Kulturminister Jiří Balvín.
Am 6. August 2005 heiratete Krajčo die Sängerin Iva Frühlingová; bereits Anfang 2006 trennten sich die beiden wieder.
Am 22. November heiratete er das Model Martina Poulíčková, mit der er einen Sohn (* 2009) und eine Tochter (* 2011) hat. Im September 2013 trennte sich das Ehepaar wieder. Seit 2013 war Krajčo mit der Regisseurin und Drehbuchautorin Karin Babinská liiert, die er 2017 heiratete.
2019 schrieb Krajčo für Karel Gott und seine Tochter Charlotte Ella das Lied „Srdce nehasnou“ (Herzen erlöschen nicht). Es war sein erster Song für einen anderen Sänger.

## Filmographie (Auswahl)
- 2002: O ztracené lásce
- 2002: Z rodinného alba
- 2002: Kráska a netvor
- 2003: Krysař
- 2003: Sex in Brno (Nuda v Brně)
- 2003: Trosecníci
- 2004: Non Plus Ultras
- 2004: Post Coitum
- 2005: Comeback
- 2005: Hrubeš a Mareš jsou kamarádi do deště
- 2005: Sametoví vrazi
- 2006: Comeback
- 2007: Hraběnky
- 2008: Der rote Baron
- 2008: Nemocnice na kraji města, Nové osudy
- 2009: Janosik. Prawdziwa historia
- 2011–2015: Znamení koně
- 2013: Krystof ft. Tomás Klus: Cesta
- 2013: Křídla Vánoc
- 2015: Vraždy v kruhu
- 2019: Petka z garáze

## Auszeichnungen
- 2000: Alfréda Radoka Preis in der Kategorie Talent des Jahres
- 2012: Thalia Award in der Kategorie Drama
- 2013: Český slavík: 3. Platz in der Kategorie Sänger